# Боцак, Степан
Сте́пан Бо́цак (сербохорв. Stjepan Bocak / Стјепан Боцак; 9 декабря 1900, Вараждин — 7 мая 1981, Загреб) — югославский футболист. Входил в состав сборной КСХС на летних Олимпийских играх 1924 года

## Биография
По образованию юрист. Играл за загребскую «Конкордию». В розыгрыше кубка короля Александра 1924 года Боцак играл за сборную Загреба. Сыграл в одном матче, полуфинале против сборной Любляны. Сборная Загреба в итоге выиграла кубок.
Хотя Боцак не провёл ни одного матча за сборные КСХС и Югославии, он входил в заявку команды на олимпийский турнир Игр 1924 года в Париже. Боцак, как и ещё 5 запасных футболистов, не ездил в Париж, а оставался в Югославии в качестве запасного.

## Достижения
- Обладатель кубка короля Александра: 1924